# 721 km (Kazachstan)
721 km (kaz. 721 км; ros. 721 км) – przystanek kolejowy w miejscowości Karaganda, w obwodzie karagandyjskim, w Kazachstanie. Położony jest na linii Astana – Szu, na trasie Nowego Jedwabnego Szlaku.